# Dariusz Brykalski
Dariusz Mieczysław Brykalski (ur. 20 października 1935 w Łodzi, zm. 22 czerwca 2023) – polski specjalista medycyny nuklearnej, prof. dr hab.

## Życiorys
Był synem Mieczysława i Eugenii z domu Wandzachowicz. Obronił pracę doktorską, następnie uzyskał stopień doktora habilitowanego. Został zatrudniony na stanowisku profesora nadzwyczajnego w Katedrze Medycyny Nuklearnej i Diagnostyki Obrazowej Uniwersytetu Medycznego w Łodzi.
Był prorektorem w Akademii Medycznej w Łodzi.

## Odznaczenia
- Krzyż Kawalerski Orderu Odrodzenia Polski (2002)[4]